# Alfred Kelbassa
Alfred Kelbassa, eigentlich Fred Kelbassa (* 21. April 1925 in Buer, heute zu Gelsenkirchen; † 11. August 1988 in Dortmund), war ein deutscher Fußballspieler. Der schnelle und schussstarke Stürmer hat in der Fußball-Oberliga West von 1947 bis 1962 insgesamt 371 Ligaspiele absolviert und 215 Tore erzielt. Mit Borussia Dortmund hat er in den Jahren 1956, 1957 und 1963 dreimal die deutsche Fußballmeisterschaft gewonnen. Mit der Fußballnationalmannschaft nahm er 1958 an der Weltmeisterschaft in Schweden teil.

## Karriere als Fußballer

### Anfänge, Horst-Emscher und Münster, bis 1954
Alfred Kelbassa war ein sportliches Multitalent. So wurde er deutscher Jugendmeister und westdeutscher Meister im Fünfkampf (100 m unter 11 Sek., Weitsprung 6,60 m, Speer über 60 m). Folglich war er körperlich robust und gleichzeitig schnell, so dass sein Spiel insgesamt von einer ungeheuren Wucht geprägt war. Seine Fußballkarriere begann 1933 bei Schwarz-Weiß Bülse, bevor er 1940 zum SC Gelsenkirchen-Buer wechselte. Während des Krieges spielte er als Gastspieler bei Holstein Kiel und Fortuna Glückstadt. Am 7. Januar 1943 beantragte er die Aufnahme in die NSDAP und wurde zum 20. April desselben Jahres aufgenommen (Mitgliedsnummer 9.451.127). Er landete dann über den STV Horst-Emscher (1946–1952, 1953/54) und Preußen Münster (1952/53) ab 1954 am Borsigplatz bei Borussia Dortmund. Mit den Emscher Husaren qualifizierte sich der laufstarke, kampfkräftige und torgefährliche Angreifer in der Saison 1946/47 als Vizemeister der Landesliga Westfalen Gruppe 1, für die ab 1947/48 startende zentrale Oberliga West.
In der Debütrunde der Oberliga erreichten die Blau-Schwarzen aus dem Fürstenbergstadion in einer 13er-Staffel hinter Borussia Dortmund und den Sportfreunden Katernberg den 3. Rang. Am ersten Spieltag, den 14. September 1947, verlor Horst-Emscher das Heimspiel gegen RW Oberhausen mit 2:5; Mittelstürmer Kelbassa hatte den Gastgeber in der 10. Minute mit 1:0 in Führung gebracht. Beide Lokalderbys gegen den FC Schalke 04 wurden gewonnen: Beim 1:0-Hinspielerfolg auf Schalke am 30. November 1947 erzielte er den Siegtreffer, beim 3:1-Heimerfolg am 11. April 1948 vor 25.000 Zuschauern ging er auf Rechtsaußen leer aus. Der Mittelstürmer hatte alle 24 Rundenspiele bestritten und 20 Tore erzielt. Er nahm damit in der Torschützenliste der Oberliga West hinter August Lenz von Meister Dortmund mit 22 Toren den zweiten Platz ein. Er wird im Buch „Der Pott ist rund“ zusammen mit seinen Mannschaftskollegen Mikuda und Wieding als Mittelstürmer im „Revier-Team“ der Saison 1947/48 aufgeführt. Am 9. Mai 1948 verlor er mit Horst-Emscher das Spiel in der britischen Zonenmeisterschaft mit 1:3 gegen den FC St. Pauli. Im zweiten Oberligajahr, 1948/49, konnten Kelbassa und Kollegen den 3. Rang wiederholen, wie auch er mit 16 Toren den 2. Rang in der Torschützenliste hinter Alfred Preißler (24 Tore). Mit dem 4. Rang im Westen in der Saison 1949/50 war er mit dem STV für die Endrunde um die deutsche Fußballmeisterschaft 1950 qualifiziert – der robuste Angriffsführer hatte in 28 Spielen 18 Tore erzielt – und hatte es am 21. Mai in Worms mit der SpVgg Fürth zu tun. Mit Mannschaftskollegen wie Heinz Flotho, Alfred Mikuda, Franz Wichelhaus, Bernhard Klodt und Heinz Zielinski verloren sie nach einer 2:0-Führung das Spiel mit 2:3 und schieden aus dem weiteren Wettbewerb aus. Nachdem in der Saison 1951/52 nur noch in der Relegation der Klassenerhalt bewerkstelligt werden konnte – vor Rundenbeginn hatte der BVB mit Mikuda, Wieding, Wischner und Sahm gleich vier Horster Leistungsträger abgeworben – gab der torgefährliche Angreifer dem Werben von Preußen Münster nach und spielte in der Saison 1952/53 für Münster.
An der Seite von Mitspielern wie Felix Gerritzen, Josef Lammers, Siegfried Rachuba und Edelbert Rey bestritt der Mann aus Horst-Emscher 25 Ligaspiele und erzielte zehn Tore. Die Preußen belegten unter Trainer Willi Multhaup den 7. Rang. Nach nur einem Jahr in Münster zog es ihn aber wieder in seine Heimat zurück, er spielte 1953/54 wieder für Horst-Emscher. Die guten Jahre der Emscher Husaren waren aber vorbei. Trotz 21 Toren in 28 Ligaspielen von Kelbassa ereilte die Mannschaft von der Zechenkolonie um die Zeche Nordstern im Weltmeisterschaftsjahr 1954 der Abstieg. Persönlich hatte Kelbassa eine gute Rundes gespielt: Er belegte den 2. Rang in der Westtorschützenliste hinter Hans Schäfer, wurde in das „Revier-Team“ eingereiht und wurde am 10. Oktober 1953 beziehungsweise am 28. Februar 1954 zweimal in die Auswahl von Westdeutschland berufen. Nach dem Abstieg unterschrieb der 29-jährige Offensivakteur nach insgesamt 163 Oberligaeinsätzen mit 101 Toren beim STV zur Runde 1954/55 bei Borussia Dortmund einen neuen Vertrag.

### Borussia Dortmund, 1954 bis 1963
Hier wurde der Stürmer mit der Borussia 1956 und 1957 Deutscher Meister. Zu dieser Zeit war er auch 1957 und 1958 zweimal Torschützenkönig der Fußball-Oberliga West. Mit 31 Jahren gewann er am 24. Juni 1956 erstmals die deutsche Meisterschaft. Kelbassa hatte in der Oberliga West alle 30 Rundenspiele absolviert und 22 Tore erzielt. Damit belegte er den zweiten Platz hinter Vereinskamerad Alfred Niepieklo mit 24 Treffern. Trainer Helmut Schneider hatte den BVB-Angriff im DM-Finale in der Besetzung mit Wolfgang Peters, Preißler, Kelbassa, Niepieklo und Helmut Kapitulski auf den Rasen im Berliner Olympiastadion geschickt und Kelbassa hatte ein Tor erzielt. Die Titelverteidigung 1957 ging in die Geschichtsbücher ein: Exakt in der gleichen Aufstellung des Vorjahres gelang am 23. Juni 1957 in Hannover gegen den Hamburger SV mit einem klaren 4:1 der erneute Titelgewinn. In der Oberligarunde hatte er bei der Westmeisterschaft 29 Ligaspiele absolviert und 30 Tore erzielt und damit auch die Torschützenliste im Westen angeführt. Im DM-Finale traf der Mittelstürmer zweimal in das Tor von HSV-Torhüter Horst Schnoor. In beiden Saisons wurde er als Mittelstürmer im „Revier-Team“ notiert. Legendär wurde sein Zusammenspiel mit seinen Spielpartnern in Dortmund Alfred Preißler und Alfred Niepieklo als „die drei Alfredos“, die den Gegnern regelmäßig großen Respekt einflößten und Tore am Fließband produzierten. In Peuckmann's „Die Helden aus dem Fußball-Westen“ aus dem Jahr 2001 wurde zu diesem legendären Innensturm notiert: „Weit über hundert Tore schossen alle drei jeweils in ihrer Zeit in der Oberliga West, machten ihre Tore mit links, mit rechts und mit dem Kopf. Sie waren technisch komplette Fußballer, von denen jeder mehrfach Torschützenkönig wurde. Aber große Erfolge in der Nationalmannschaft durften sie trotzdem nicht feiern. Kelbassa war darin noch der Erfolgreichste.“
Am Ende der Hinrunde 1956/57 wurde er von Bundestrainer Sepp Herberger beim Länderspiel am 23. Dezember 1956 in Köln gegen Belgien in die deutsche Fußballnationalmannschaft berufen. Beim 4:1-Erfolg gelang dem 31-Jährigen ein überzeugendes Debüt und er erzielte an der Seite von den Angriffskollegen Erwin Waldner, Rolf Geiger, Willi Schröder und Heinz Vollmar einen Treffer. International bewährt hatte sich der BVB-Sturmführer auch im Europacup insbesondere in den Spielen 1956 gegen Manchester United (2:3, 0:0) und 1958 gegen den AC Mailand (1:1, 1:4), in der Auseinandersetzung in den Zweikämpfen gegen die Profis aus England und Italien.
Von 1956 bis 1958 spielte er sechs Mal für die deutsche Fußballnationalmannschaft und schoss dabei zwei Tore. Kelbassa nahm mit der DFB-Auswahl an der Fußball-Weltmeisterschaft 1958 in Schweden teil und belegte dort mit der Mannschaft den vierten Platz. In der Mannschaftsaufstellung trug er die Nummer 15. Als Ersatzspieler wurde der 33-Jährige nur im Spiel um den Dritten Platz gegen Frankreich am 28. Juni 1958 eingesetzt.
Kelbassa beendete nach der Saison 1961/62 seine Laufbahn und gehörte somit nicht mehr dem Oberligakader 1962/63 an. Nach der Verletzung des etatmäßigen Mittelstürmers Jürgen Schütz wurde er für die Endrundenspiele reaktiviert und mit 38 Jahren in den Gruppenspielen gegen München 1860 (2:3), Borussia Neunkirchen (0:0) und Hamburger SV (3:2, 1:0) noch viermal eingesetzt und erzielte ein Tor beim 3:2-Heimerfolg gegen den HSV. Er ist also Deutscher Meister 1963 ohne ein Spiel in der Verbandsrunde 1962/63 in der Oberliga West absolviert zu haben.

## Nach der Karriere
Schon 1949 hatte Kelbassa sein Diplom als Sportlehrer erworben und war nach der aktiven Zeit als Fußballer Angestellter im Sportamt der Stadt Dortmund. Er starb nach mehreren Schlaganfällen am 11. August 1988 in Dortmund.
Sein Sohn heiratete die Tochter seines Sturmpartners Alfred Niepieklo, aus deren Verbindung ein gemeinsamer Enkel der beiden Stürmer hervorgegangen ist.
Im Jahr 2012 wurde die nach ihm benannte Alfred-Kelbassa-Straße in Dortmund-Brackel, in der Nähe des Trainingszentrums des BVB, eingeweiht.

## Erfolge
- Deutscher Meister 1956, 1957, 1963
- WM-Vierter 1958